# De Opstoot
De Opstoot was een Vlaams-Nederlands satirisch tijdschrift dat in 1982 kortstondig verscheen. Het blad was een initiatief van Jos Collignon, Lex van Almelo en Hans van Laarhoven. De ondertitel "Een satirisch blad: dat lukt nooit in Nederland" moet als profetisch worden beschouwd: er verschenen maar 13 nummers van het tweewekelijkse blad tussen januari en juli.
Tot de vaste bijdragers aan het tijdschrift behoorden onder meer Theodor Holman, AnoNe (pseudoniem van Martin Šimek), Herbert Blankesteijn, Harrie Jekkers, Kamagurka, Max Koot, Willem van Manen en Len Munnik. Zij leverden teksten, (bewerkte) foto's en vooral veel cartoons. Ook de roman Tejo. De lotgevallen van een geëmancipeerde man van Harrie Jekkers en Koos Meinderts verscheen eerst, als feuilleton, in De Opstoot.
De door Šimek getekende voorplaat van het eerste nummer leidde tot een proces bij de strafrechter in Amsterdam. Tot een veroordeling kwam het niet.